# Giuseppe De Vita
Giuseppe De Vita (Nápoles, 4 de junio de 1982) es un deportista italiano que compitió en remo.
Ganó una medalla de bronce en el Campeonato Europeo de Remo de 2007, en la prueba de dos sin timonel. Participó en dos Juegos Olímpicos de Verano, ocupando el octavo lugar en Atenas 2004 y el undécimo en Pekín 2008, también en el dos sin timonel.

## Palmarés internacional
| Campeonato Europeo | Campeonato Europeo | Campeonato Europeo | Campeonato Europeo |
| Año                | Lugar              | Medalla            | Prueba             |
| ------------------ | ------------------ | ------------------ | ------------------ |
| 2007               | Poznań (Polonia)   | Medalla de bronce  | Dos sin timonel    |